# Hiroshima (film din 1953)

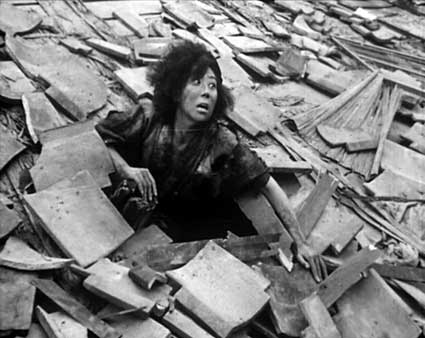
Ymeji Tsukioka într-o scenă din film

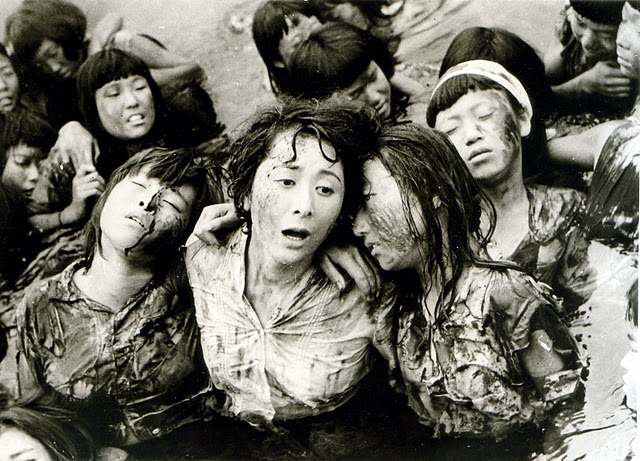
Scenă din film cu Ymeji Tsukioka

Hiroshima (titlul original: în japoneză ひろしま, transliterat: Hiroshima) este un film dramatic japonez, realizat în 1953 de regizorul Hideo Sekigawa, protagoniști fiind actorii Eiji Okada, Yumeji Tsukioka, Yoshi Katō, Takashi Kanda. 

## Distribuție
- Eiji Okada – profesorul Kitagawa
- Yumeji Tsukioka – Yonehara
- Yoshi Katō – Yukio Endo
- Isuzu Yamada – Mine Oba
- Shizue Kawarazaki – Iosuko Endo, soția sa
- Masaia Tsukida – Iukio, fiul lor
- Takashi Kanda – profesorul Senda
- Isako Matida – Mituko Oba
- Masako Minami – Akio Oba
- Tokue Hanazawa –
- Kenzō Kawarasaki –
- Hatae Kishi –
- Eitarō Matsuyama –
- Masao Mishima – medicul la examinarea victimelor
- Yasushi Nagata –
- Masami Shimojō –
- Kinzō Shin –
- Kenji Susukida – Nishina, doctorul
- Harue Tone – educatoarea de la grădiniță
- Saburō Ukita –
- Sakae Umezu –

## Trivia
Scenariul, regia, muzica cât și imaginea din acest afiș aparțin filmului Hiroshima (1953), dar titlul este dintr-o eroare regretabilă trecut greșit.